# ألين لويس
ألين لويس (بالإنجليزية: Allen Lewis)‏ هو صحفي أمريكي، ولد في 17 ديسمبر 1916، وتوفي في 14 سبتمبر 2003.